# 尤奧扎斯·盧克沙
尤奧扎斯·盧克沙（1921年8月10日—1951年9月4日），化名道曼塔斯（Daumantas）和斯基爾曼塔斯（Skirmantas）。立陶宛反蘇聯游擊隊領袖，領導武裝抵抗運動。1947年底，尤奧扎斯翻越鐵幕，於西歐公佈蘇聯之暴行，1951年在立陶宛遭到蘇聯逮捕遇害。

## 生平

### 早年生涯

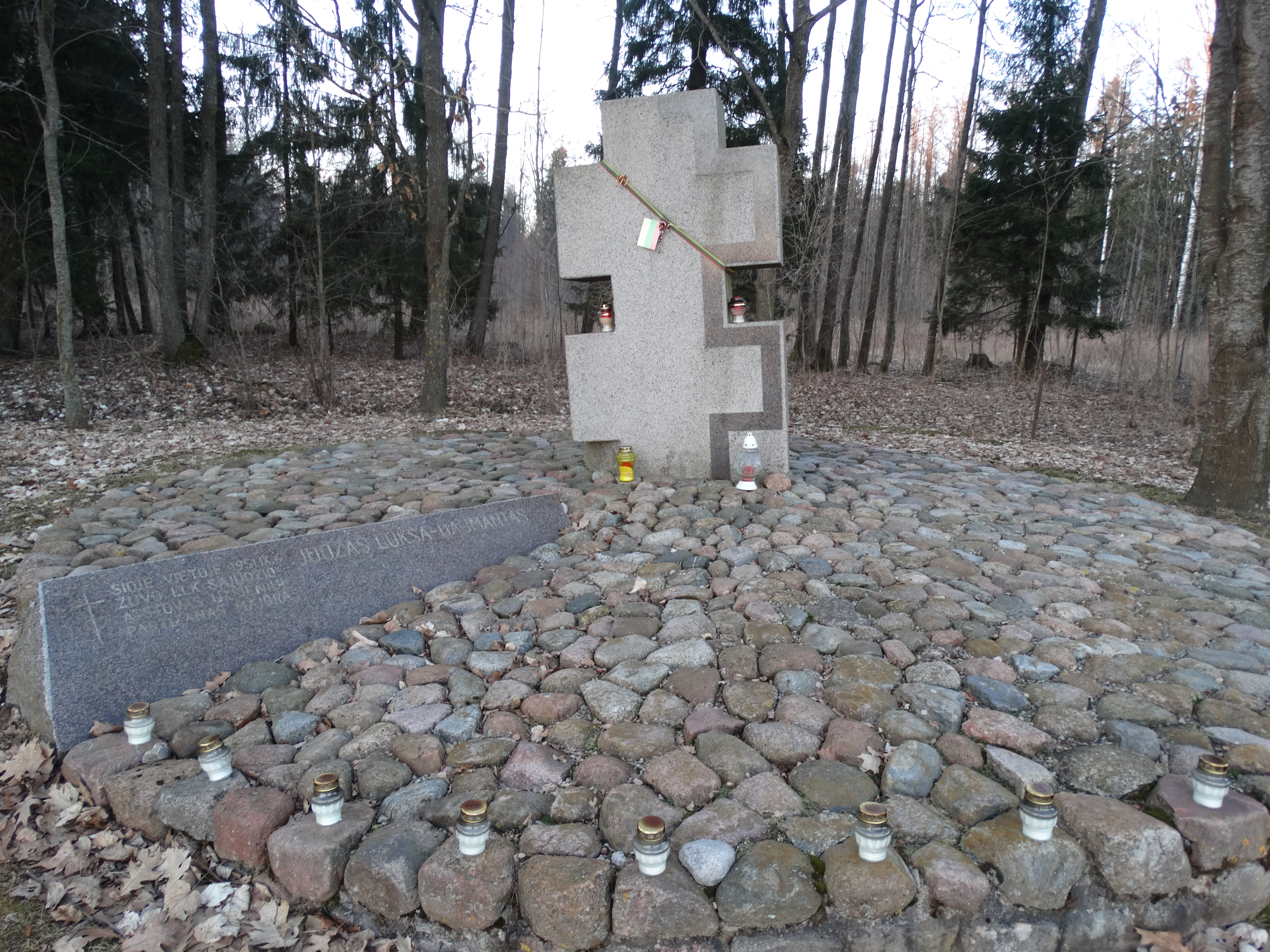
尤奧扎斯·盧克沙逝世之處

尤奧扎斯生於立陶宛的一戶相對富裕農家，家中約有33公頃的耕地。1940年，尤奧扎斯自考納斯奧什羅斯中學畢業，進入維陶塔斯馬格努斯大學土木工程學院學習建築，並同時經營家業。尤奧扎斯在就學期間加入了反蘇聯的立陶宛激進陣線。1941年，苏联佔領波羅的海國家，身為反蘇組織成員的尤奧扎斯於6月6日遭到蘇聯内务人民委员部（NKVD）逮捕，囚禁於考那斯苦役監獄。6月22日，納粹德國佔領立陶宛，尤奧扎斯於隔日獲釋，並回到遭蘇聯強制改名為「考納斯大學」的維陶塔斯馬格努斯大學就讀建築學。尤奧扎斯雖然修滿了所有學分並完成了畢業論文，但卻缺席論文口試。

### 武裝反抗
1944年，立陶宛又再次落入蘇聯紅軍手中。最初他以學生身分參與，協助考納斯的非武裝反抗活動。後來，尤奧扎斯四兄弟都投身武裝反蘇游擊隊。在加入前，四兄弟跪在母親面前，宣誓自己絕對寧死不屈。1946年1月1日成為陶拉斯鐵狼游擊隊（Geležinio Vilko rinktinės）的新聞及宣傳部負責人，並在擔任幹部期間發行了游擊隊刊物《戰鬥之路》（Kovos keliu）。
1946年6月，反蘇組織「民主抵抗總運動」（BDPS）成立。9月，尤奧扎斯前往維爾紐斯協助BDPS訓練武裝部隊。然而該組織其實早已被蘇聯特工尤奧扎斯·馬爾庫利斯滲透，不知情的尤奧扎斯此時進入維爾紐斯藝術學院建築系就學，以參與BDPS的活動。12月28日，與弟弟安塔諾遇到從考納斯來的布羅紐斯·巴爾兹久卡斯，聽說在考納斯有許多成員遭到逮捕，此時他才驚覺BDPS已經遭到馬庫利斯的滲透，因此他於1947年1月15日的領導人會議中，提議成立「新的BDPS」，並計畫向西方派遣特使，以便與西方世界聯繫。1947年1月20日，陶拉斯軍區指揮官安塔納斯·巴爾圖西斯-日韋伊斯（Antanas Baltūsis-Žvejys）任命尤奧扎斯為新成立的比魯特旅（Birutės rinktinės）指揮官，以化名「斯基爾曼塔斯」（Skirmantas）負責考納斯南部及其周邊地區的武裝活動。

### 跨出鐵幕
早在1947年初，新BDPS即有計畫向鐵幕外的民主世界派出特使。1947年5、6月，尤奧扎斯與第4連維陶塔斯小隊的隊員喬治·克里克什丘納斯-里姆維達斯（Jurgis Krikščiūnas-Rimvydas）等9人，成功前往波蘭。在波蘭，游擊隊使團獲得多位立陶宛僑民的幫助。1947年6月回到立陶宛，蘇聯國家安全部（MGB）開始迫害尤奧扎斯的家人。
1947年12月，尤奧扎斯與游擊隊同夥克里克什丘納和卡濟米耶拉斯·皮普利斯-馬日蒂斯（Kazimieras Pyplys-Mažytis）一起跨出鐵幕，與流亡的立陶宛人取得連繫。他們向民主歐洲控訴蘇聯鐵幕下的迫害及殺戮，並捎給教宗庇護十二世一封信，以尋求支持。1948年2月，尤奧扎斯在格丁尼亞與旅居瑞典的立陶宛人約納斯·德克斯尼斯-阿爾方薩斯（Jonas Deksnys-Alfonsas）會面，並轉交前立陶宛共和國外交部長及其領導人斯塔西斯·洛佐賴蒂斯委託的文件。德克斯尼斯曾是一名反納粹及反蘇分子，與英、美、瑞典等國家的情報機關都有密切的聯繫，也曾協助多名立陶宛游擊隊員從波蘭逃亡到瑞典。但他對於尤奧扎斯所帶來的指控證據並沒有太大興趣，而是希望透過尤奧扎斯了解蘇聯的軍事部署。他們途經瑞典、法國，和西德，儘管尤奧扎斯帶來大量的第一手資訊，但西方世界幾乎沒有提供任何武裝支持。在西歐期間，盧克沙曾受到特務機關和美國中情局（CIA）的訓練。在巴黎期間，尤奧扎斯結識了尼約萊·薇吉尼雅·布拉森涅特醫師，兩人於1950年7月23日結婚。在旅居西歐期間，尤奧扎斯寫了《自由鬥士》一書，提供了1944至1947年間游擊隊活動的第一手珍貴史料。1949或1950年間，尤奧扎斯跳傘空降回到立陶宛，1951年秋，尤奧扎斯在帕巴圖皮斯附近遭到蘇聯國家安全部（MGB）逮捕並殺害。

## 家庭
父親西馬諾·盧克紹斯（Simano Lukšos）曾有過兩段婚姻，第一任妻子於第一次世界大戰中病逝，在第一段婚姻中生下了兩個女兒瑪麗亞（Mariją，1898年－？）和安格萊（Angelę，1900年－1930年），以及一個兒子溫察（Vincą，1905年－？）。父親續絃後又生下尤爾吉斯（1920年－1947年）、尤奧扎斯、安塔納斯（1923年－2016年），和斯塔西斯（Stasys，1926年－1947年）等四個孩子。大哥溫察留下在家中經營家業，尤奧扎斯四兄弟就被送去念書，以獲得一技之長。尤奧扎斯四兄弟都是考納斯大學的校友，哥哥尤爾吉奧就讀機械系，安塔諾學習測地學。斯塔西學習手工業，後來到維爾紐斯大學學習化學。
1947年6月13日，MGB包圍盧克沙農場，兄長尤爾吉斯在這場衝突中死亡，成為盧克沙家庭中第一個犧牲者。MGB將年邁的父親西馬諾拖到尤爾吉斯的屍體面前，這樣的打擊造成西馬諾此後精神崩潰失去理智，並於同年秋天逝世。MGB還將尤爾吉斯的遺體拖到韋韋里艾（Veiveriai）示眾、焚燒，和破壞。母親、兄長溫察，以及尤爾吉斯的未婚妻卡濟米埃拉·基日特（Kazimiera Kižytė）都遭到逮捕，並遭到MGB的折磨和刑求。蘇聯士兵還將尤爾吉斯的面目全非的遺體放在基日特的胯下，要求她當場和尤爾吉斯的屍體交媾。
安塔納斯後來也遭到背叛，被判流放西伯利亞古拉格勞改25年，直至15年後才回到立陶宛。長兄文卡則被判流放沃爾庫塔10年，直到1955年才回到立陶宛。斯塔西斯則於1947年8月12日，在掩護隊友的過程中，陣亡於卡茲盧魯達的森林中。母親在被短暫關押後即被釋放，之後輾轉在親友家中躲藏直到史達林過世，1966年因癌症病逝。

### 家庭組成
- 父：西馬諾·盧克紹斯（Simano Lukšos，1864年－1947年10月13日）[1]
- 母：奧娜·維爾凱特斯-盧克希埃内斯（Ona Vilkaitės-Lukšienės，1886年－1966年10月6日）[1]
  - 大姊：瑪麗亞（Mariją，1898年－？），同父異母。後來嫁給隔壁村庄的Pranas Tūtlys。
  - 二姊：安格萊（Angelę，1900年－1930年），同父異母
  - 大哥：溫察（Vincą，1905年－1993年），同父異母[11]
  - 二哥：尤爾吉斯（1920年－1947年6月13日）
  - 三弟：安塔納斯（1923年－2016年）
  - 四弟：斯塔西斯（Stasys，1926年－1947年8月12日）

## 身後
1997年，立陶宛政府追授尤奧扎斯一等維蒂斯十字勳章。
2003年，導演約納斯·韋特庫斯以尤奧扎斯為描繪對象，執導電影《完全孤獨》（Utterly Alone）。2014年，約納斯·奧曼（Jonas Ohman）和溫察斯·斯魯奧吉尼斯（Vincas Sruoginis）以尤奧扎斯及「森林兄弟」為主題，共同執導紀錄片《隱形前鋒》（The Invisible Front）。
2020年6月，立陶宛國會的教育與科學委員會提案指定2021年為「尤奧扎斯·盧克沙-道曼塔斯之年」，以紀念尤奧扎斯。

## 爭議
有些人表示曾親眼看到尤奧扎斯參與列圖基斯車庫大屠殺，但立陶宛政府堅決否認此一指控。

## 延伸閱讀
- Lukša-Daumantas, Juozas. . New York: Manyland Books. 1975  [2021-06-23]. ISBN 0-87141-049-4. （原始内容存档于2021-07-02）.
- Lukša, Juozas. . 由Vincė, Laima翻译. Budapest: Central European University Press. 2009. ISBN 978-963-9776-37-1.